# Virginia Slims of Washington 1985
Il Virginia Slims of Washington 1985 è stato un torneo di tennis giocato sul sintetico indoor. È stata la 14ª edizione del torneo, che fa parte del Virginia Slims World Championship Series 1985. Si è giocato a Washington negli USA dal 7 al 14 gennaio 1985.

## Campionesse

### Singolare
Martina Navrátilová ha battuto in finale  Manuela Maleeva con il punteggio di 6–3, 6–2

### Doppio
Gigi Fernández /  Martina Navrátilová hanno battuto in finale  Claudia Kohde Kilsch /  Helena Suková con il punteggio di 6–3, 3–6 6–3